# Anton Idzkowski
Anton Łeonardowycz Idzkowski, ukr. Антон Леонардович Ідзковський, ros. Антон Леонардович Идзковский, Anton Leonardowicz Idzkowski (ur. 16 grudnia?/29 grudnia 1907 w Kijowie, Imperium Rosyjskie, zm. 24 stycznia 1995 w Kijowie) – ukraiński piłkarz pochodzenia polskiego, grający na pozycji bramkarza. Jeden z najlepszych bramkarzy ZSRR.

## Kariera piłkarska

### Kariera klubowa
Wychowanek kijowskiej piłki nożnej. W 1926 zadebiutował w drużynie Radtorhsłużbowci Kijów. W 1928 przeszedł do Dynama Kijów. Mistrz Ukrainy w 1931. Został wybrany do pierwszej historycznej listy 33 najlepszych piłkarzy, opublikowanej w 1933. Z Dynamem też odnosił inne największe sukcesy: srebrny medal mistrzostw ZSRR w 1936 (wiosna) i brązowy medal mistrzostw ZSRR w 1937. Podczas II wojny światowej w latach 1942–1943, kiedy Kijów był okupowany przez Niemców, występował w drużynie Dynamo Kazań. Po wyzwoleniu Kijowa w 1943 powrócił do rodzinnego miasta. W 1945 ukończył karierę piłkarską w Dynamie Kijów.

### Kariera reprezentacyjna
7 sierpnia 1934 zadebiutował w radzieckiej reprezentacji w nieoficjalnym meczu z reprezentacją Turcji, wygranym 2:1.

## Kariera trenerska
Po zakończeniu kariery zawodniczej najpierw był w 1946 asystentem trenera Dynama Kijów, a potem na krótko głównym trenerem. Do 1954 pomagał trenerom Dynama Kijów. W latach 1956–1959 trenował młodzież w Piłkarskiej Szkole Młodzieży w Kijowie. Następnie pracował w Komitecie Sportowym Ukrainy oraz w Piłkarskiej Federacji Ukrainy.

## Nagrody i odznaczenia

### Odznaczenia
- tytuł Zasłużonego Mistrza Sportu ZSRR: 1945